# Ian Brown
Ian George Brown, född 20 februari 1963 i Warrington, är en engelsk sångare i rockbandet The Stone Roses. Brown var med och startade bandet 1983, som upplöstes 1996 men som sedan 2012 återigen är aktiva på turné. Han har även släppt en rad soloalbum, varav det första, Unfinished Monkey Business, utkom 1998.

## Diskografi

### Solo
Studioalbum
- 1998 – Unfinished Monkey Business
- 1999 – Golden Greats
- 2001 – Music of the Spheres
- 2004 – Solarized
- 2007 – The World Is Yours
- 2009 – My Way

Remixalbum
- 2002 – Remixes of the Spheres

Samlingsalbum
- 2004 – Under the Influence
- 2005 – The Greatest
- 2005 – The Greatest Promos